# Muž z Kennewicku
Muž z Kennewicku (anglicky Kennewick man) je název kostry muže, náhodně nalezené dne 28. července 1996 na břehu řeky Columbie v blízkosti města Kennewick ve státě Washington v USA.

## Vědecké vyhodnocení nálezu
Antropolog James Chatters po přezkoumání nálezu určil, že se jedná o kostru asi padesátiletého či šedesátiletého muže europoidní rasy (tento údaj byl později přehodnocen), vysokého 173 cm. V pánvi měl částečně zarostlý asi 70 mm velký kamenný hrot šípu typický pro tzv. starou kordillerskou kulturu.
Na Kalifornské univerzitě v Riverside bylo radiokarbonovou metodou určeno stáří nálezu na 9 300 let.
Nález byl podivuhodně zachovalý. Lebka byla celá a nepoškozená (až na dva chybějící zuby), z celé kostry chybělo pouze několik drobných kůstek. Rekonstrukce obličeje potvrdila, že se jedná o kostru muže středního věku s výrazně neindiánskými rysy. Antropologové po důkladnějším přezkoumání kostry určili, že se jedná o muže, který fyzickými rysy značně připomíná Ainy případně Polynésany, rozhodně však nález není nijak příbuzný s dnešními indiány.
Nález vyvolal mnoho diskuzí ve vědeckém světě. Většina vědců vysvětluje značné stáří a neobvyklý vzhled muže tím, že se jedná o zástupce kultury lovců a sběračů (podobně jako Ainové), kteří byli vytlačeni pozdějšími zemědělskými kulturami. Díky tomuto a několika dalším nálezům vědci v poslední době usuzují, že lidé patrně osídlili Ameriku přes Beringovu úžinu v několika vlnách, nikoli jen v jedné, jak se myslelo dříve.

## Spor o vlastnictví nálezu
Po nálezu se objevil spor mezi domorodými indiány a archeology. Podle amerických zákonů na ochranu indiánských pohřebišť (Native American Graves Protection and Repatriation Act – NAGPRA) mají totiž indiáni právo si vyžádat jakýkoli předkolumbovský nález a uložit je na svá pohřebiště bez podrobnějšího vědeckého zkoumání (tento zákon bývá často kritizován – kvůli němu vědci přicházejí o velké množství cenných nálezů). Mimo jiné i na základě faktu, že nález má výrazně neindiánské rysy, soud v únoru 2004 tento spor rozhodl ve prospěch archeologů.